# Charles-Aristide de Lacoste du Viviers
Charles-Aristide de Lacoste du Viviers ou Charles-Aristide La Coste Duvivier ou Charles de Lacoste né à Pont-à-Mousson (Meurthe), le 3 pluviôse an II (22 janvier 1794) et décédé à Paris le 5 novembre 1870 est un politicien, pair de France, et haut fonctionnaire français sous la monarchie de Juillet puis la Deuxième République. 
Il est entre autres préfet du Gard, de la Gironde, des Bouches-du-Rhône et commissaire extraordinaire dans le Rhône faisant fonction de préfet. 
Il est pair de France du 4 mai 1845 à 1848. Il est le frère de Maurice de Lacoste du Vivier, ancien député.

## Parcours
- Secrétaire général de la Creuse (25 avril 1816 - poste supprimé par ordonnance du 9 avril 1817).
- Sous-préfet de Villefranche (Haute-Garonne) (17 mars 1819 - ).
- Sous-préfet de Châtillon-sur-Seine (Côte-d'Or) (11 février 1820 - remplacé le 28 mars 1822).
- Préfet du Gard (7 août 1830 - , [22 novembre 1831-1833]). Il s'occupe des préliminaires de la construction des chemins de fer du Gard qui seront d'une grande utilité pour les mines de La Grand-Combe.
- Préfet de Tarn-et-Garonne (17 novembre 1830 - )[3].
- Préfet de la Somme (12 janvier 1831 - )[3].
- Préfet de la Gironde (par ordonnance du 21 janvier 1833, installé le 17 février - 9 juillet 1836) à Bordeaux. Il s'occupe de la construction du chemin de fer de Bordeaux à La Teste. Il s'évertue pour la création du Canal latéral à la Garonne. Il prend en 1836 par procuration des actions dans la concession houillère de la Réunion dont le siège est en Belgique[4].
- Préfet des Bouches-du-Rhône à Marseille, où il reste douze ans (9 juillet 1836[5]-1848). Il s'occupe de la réalisation de la porte d’Aix, l'arc de triomphe à l'entrée de Marseille. Il donne une grande importance au développement industriel et minier et aux infrastructures. Pendant son préfectorat, on réalise les travaux pour acheminer les eaux de la Durance aux portes de Marseille. En 1849, après 11 ans de travaux, les eaux arrivent enfin à Marseille. Dans la même période, Marseille connaît une révolution des transports : en 1840, un omnibus est mis en service, en 1845 la gare Saint-Charles est ouverte[6]. Créé pair de France le 4 mai 1846, il siège à la Chambre des Pairs jusqu'à la Révolution de Février 1848 et il quitte en même temps son poste de préfet à Marseille.
- Préfet du Rhône (1849-1851) à Lyon : En 1851 une loi donne au préfet du Rhône la plus grande partie des fonctions de police sur Lyon, l’agglomération et de quelques autres communes. La Coste, dans sa double fonction de préfet du département et de préfet de police,  prend en main cette Étatisation de la police [7]C’est la première police nationale[8]. Il fait construire sur la préfecture une tour du télégraphe électrique[9].

Un peu avant le  coup d’État du 2 décembre 1851 il prend sa retraite.  
Après sa carrière dans la politique et l'administration publique, il continue de stimuler le développement industriel et minier. Il est cité tantôt comme administrateur, tantôt comme actionnaire. Vers 1856 il est membre de la direction administrative de la société anonyme pour l'exploitation des fonderies de Romilly-sur-Andelle dans le département de l’Eure.
En 1859, il prend des actions dans la Compagnie et entrepôts de Marseille, qui vient d'être fondée.
En 1864 il est concessionnaire dans des mines de plomb, argent, cuivre et autres métaux dans le Gard.
Charles-Aristide de La Coste meurt à Paris à l’âge de 76 ans.